# Línea Plata (Tranvía de San Diego)
La línea Plata (en inglés: Silver line) es una línea de tren ligero del Tranvía de San Diego localmente conocido como Trolley, consiste en 9 estaciones y es operado por el Sistema de Tránsito Metropolitano de San Diego.  Actualmente circula el Centro de San Diego. La línea por ser un circuito inicia y culmina en la terminal 12th & Imperial Transit Center cerca del Petco Park. La línea fue inaugurada el 27 de agosto de 2011.

## Ruta actual
Actualmente la línea solamente opera limitadamente los martes, jueves, fines de semana y días festivos. El servicio opera cada 30 minutos los martes y jueves de 10 a. m. a 2 p. m. mientras que los fines de semana y días festivos opera de 11 a. m. a 3:30 p. m..
La línea es una de las dos líneas complementarias de las cinco que hay en el sistema, las otras de servicio regular son la Azul, Naranja y Green y la línea sumplementaria de Eventos Especiales.

## Estaciones
La línea Plata opera en un solo sentido solamente.
| Línea Plata (Downtown Loop)    |                                                            |         |                                                                                      |
| Estación                       | Conexiones                                                 | Autobús | Notas                                                                                |
| 12th & Imperial Transit Center | Línea de Azul Línea de Naranja Línea de Eventos Especiales |         | Sirve al Petco Park. Estación de transferencia a las líneas Azul y Naranja.          |
| Gaslamp Quarter                | Línea de Naranja Línea de Eventos Especiales               |         | Sirve a Gaslamp Quarter, Petco Park, Centro de Convenciones.                         |
| Centro de Convenciones         | Línea de Naranja Línea de Eventos Especiales               |         | Sirve al Centro de Convenciones.                                                     |
| Seaport Village                | Línea de Naranja Línea de Eventos Especiales               |         | Sirve a Seaport Village. Estación de transferencia a la Línea de Eventos Especiales. |
| America Plaza                  | Línea de Azul Línea de Naranja                             |         | Sirve a One America Plaza. Estación de transferencia a la Línea de Azul.             |
| Centro Cívico                  | Línea de Azul Línea de Naranja                             |         | Sirve a City Hall, Westfield Horton Plaza.                                           |
| Quinta Avenida                 | Línea de Azul Línea de Naranja                             |         |                                                                                      |
| City College                   | Línea de Azul Línea de Naranja                             |         | Sirve a San Diego City College, San Diego High School.                               |
| Park & Market                  | Línea de Azul Naranja                                      |         |                                                                                      |